# Школа Лондонського Сіті

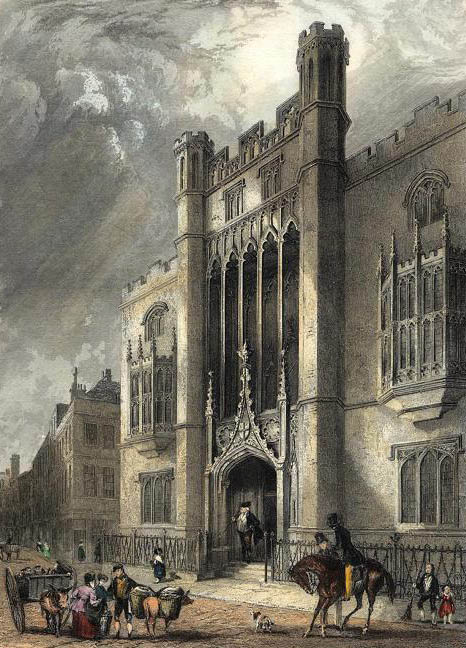
Зображення будівлі Школи 1830 року

Шко́ла Ло́ндонського Сіті (англ. City of London School) — незалежна школа для хлопчиків на березі Темзи у лондонському Сіті. Ця школа знаходиться неподалік від Школи лондонського Сіті для дівчат. У школі навчаються діти віком 10 — 18 років.
Школа лондонського Сіті офіційно відкрилась 1834 року відповідно до постанови англійського парламенту.

## Відомі учні
Колишні учні Школи лондонського Сіті відомі як «Старі громадяни». Понад 140 осіб, перелічених в Оксфордському словнику національної біографії, здобували освіту у Школі лондонського Сіті, і це лише ті, хто вже помер на момент виходу словника у світ.
Деякі представники «Старих громадян»
- Кінґслі Еміс — письменник, поет та критик
- Герберт Генрі Асквіт, британський прем'єр-міністр, 1908—1916
- письменник Джуліан Барнс
- військовий кореспондент Девід Бленді, вбитий у Сальвадорі 17 листопада 1989 року
- Майк Брерлі, капітан англійської команди з крикету, 1977—1981
- адвокат Віктор Мішкон, який представляв принцесу Діану під час її розлучення. Представник королівського дому в палаті лордів з 1983 до 1990 року.
- письменник і журналіст Деніс Норден
- актор Деніел Редкліфф, який зіграв головного героя у фільмі «Гаррі Поттер».
- Еббот Едвін

## Директори школи
- 1837—1840: Дж. А. Джайлз (перший)
- 1840—1865: преподобний Мортімер
- 1865—1889: Едвін Ебботт Ебботт
- 1889—1905: Артур Поллард
- 1905—1929: преподобний Артур Чілтон
- 1929—1950: Ф. Р. Дейл
- 1950—1965: др. Артур Віллобі Бартон
- 1965—1984: Джеймс Ешлі Бойєс
- 1984—1990: Мартін Гаммонд
- 1990—1995: Брайєн Бас
- 1995—1998: Роджер Данкі
- 1998—1999: Девід Гроссель
- с 1999: Девід Левін